# 6. redovita opća skupština Biskupske sinode
Šesta redovita opća skupština Biskupske sinode održana je od 29. rujna do 29. listopada 1983. godine. Tema sinode bila je: Pomirenje i pokora u poslanju Crkve.
U radu sinode biskupa sudjelovalo je 221 sinodalni otac. Kao predstavnik hrvatskoga episkopata sudjelovao je splitsko-makarski nadbiskup Frane Franić.
Dana 25. listopada, sinoda je objavila poruku Cor hominum o sakramentu pomirenja kao znaku Božjega milosrđa. Također, kao plod sinode nastala je apostolska pobudnica Reconciliatio et paenitentia (1984.).

### Članci
- Vukšić, Tomo. 2006. Teme i način rada generalnih biskupskih sinoda (1967.-2001.). Vrhbosnensia. Univerzitet u Sarajevu – Katolički bogoslovni fakultet. Sarajevo. 10 (1): 49–78